# Marcelle Souza
Marcelle da Cruz de Souza (22 de julho de 1996) é uma jogadora de rugby sevens brasileira.

## Biografia
Marcelle começou sua carreira esportiva no atletismo, mas logo se mudou para o rugby sevens em 2017, passando a competir pelo Guanabara Rugby. Ela participou da Copa do Mundo de Sevens em 2022, realizada na Cidade do Cabo, em que a equipe ficou em décimo lugar. Ela também foi convocada para a seleção nacional nos Jogos Olímpicos de Verão de 2024 em Paris.